# Gouvernement Maragall
Généralité de Catalogne
Pujol VI Montilla
Le gouvernement Maragall (en catalan : Govern Maragall) est le gouvernement de la généralité de Catalogne entre le 20 décembre 2003 et le 29 novembre 2006, sous la VIIe législature du Parlement.
Il est dirigé par le socialiste Pasqual Maragall, arrivé premier en voix et deuxième en sièges aux élections parlementaires. Il succède au sixième gouvernement du catalaniste de centre droit Jordi Pujol et cède le pouvoir au gouvernement du socialiste José Montilla après que la majorité parlementaire formée en 2003 a été reconduite aux élections parlementaires de 2006.

## Historique du mandat
Ce gouvernement est dirigé par le nouveau président de la Généralité socialiste Pasqual Maragall, anciennement maire de Barcelone. Il est constitué et soutenu par une coalition gouvernementale de gauche entre le Parti des socialistes de Catalogne-Citoyens pour le changement (ca) (PSC-CpC), la Gauche républicaine de Catalogne (ERC) et l'Initiative pour la Catalogne Verts - Gauche alternative (ICV-EA). Ensemble, ils disposent de 74 députés sur 135, soit 54,8 % des sièges du Parlement.
Il est formé à la suite des élections parlementaires du 16 novembre 2003.
Il succède donc au sixième gouvernement du catalaniste de centre droit Jordi Pujol, au pouvoir depuis 1980, constitué de la seule Convergence et Union (CiU) et bénéficiant du soutien sans participation du Parti populaire (PP).

### Formation
Au cours du scrutin, Convergence et Union remporte la majorité relative en sièges, tandis que le Parti socialiste obtient le plus grand nombre de voix. La forte poussée enregistrée par la Gauche républicaine lui permet d'arbitrer entre la constitution d'un gouvernement nationaliste ou la formation d'un exécutif de gauche. Au lendemain des élections, la commission exécutive du PSC indique sa volonté d'ouvrir sans attendre des négociations avec ERC et ICV-EA afin de construire une coalition « progressiste et catalaniste ». De son côté, ERC choisit de discuter en parallèle avec CiU et le PSC à partir du 24 novembre.
Le 5 décembre, lors de la séance constitutive de la VIIe législature du Parlement, le républicain Ernest Benach est élu président de l'assemblée parlementaire avec les voix de son parti, des catalanistes de centre droit et des socialistes. La direction d'ERC valide, cinq jours plus tard, le principe de la formation d'une majorité parlementaire avec le PSC et ICV-EA, qui prennent la même décision lors de réunions séparées. Le pacte de coalition est paraphé le 14 décembre par le président du PSC Pasqual Maragall, le président d'ERC Josep-Lluís Carod-Rovira et le coordonnateur d'ICV Joan Saura (ca) lors d'une réunion solennelle à Barcelone.
Proposé le 10 décembre comme candidat à l'investiture parlementaire par Ernest Benach, Pasqual Maragall est élu président de la généralité de Catalogne par le Parlement avec 74 voix pour et 61 contre six jours plus tard.

### Succession
Le 11 mai 2006, alors qu'il annonce la convocation au 18 juin du référendum de ratification du nouveau statut d'autonomie, Pasqual Maragall indique qu'il met fin aux fonctions de tous les membres de son gouvernement issus de la Gauche républicaine, en raison de l'opposition de ce parti au texte de la réforme statutaire, et qu'il convoquera de nouvelles élections avant la fin de l'année. Trois jours après que les Catalans ont approuvé leur nouveau statut, le président de la Généralité fait savoir qu'il ne sera pas candidat à sa propre succession.
Les élections parlementaires anticipées du 1er novembre voient la victoire de Convergence et Union à la majorité relative et la conquête de la majorité absolue par les trois partis de l'alliance de gauche. Le Parti socialiste, la Gauche républicaine et l'Initiative pour la Catalogne ayant conclu un nouveau pacte de gouvernance partagée, le chef de file électoral des socialistes José Montilla est investi président de la Généralité le 24 novembre. Il forme son gouvernement cinq jours plus tard.

## Composition

### Initiale
| Poste                                                                                  | Titulaire | Titulaire                                                                  | Parti    |
| -------------------------------------------------------------------------------------- | --------- | -------------------------------------------------------------------------- | -------- |
| Président de la Généralité                                                             |           | Pasqual Maragall i Mira                                                    | PSC      |
| Conseiller en chef Premier conseiller (25/04/2005)                                     |           | Josep-Lluís Carod-Rovira (jusqu'au 20/01/2004) Josep Bargalló i Valls (ca) | ERC      |
| Conseiller aux Relations institutionnelles et à la Participation                       |           | Joan Saura i Laporta (ca)                                                  | ICV      |
| Conseiller à la Politique territoriale et aux Travaux publics Porte-parole             |           | Joaquim Nadal i Farreras                                                   | PSC      |
| Conseiller à la Justice                                                                |           | Josep Maria Vallès i Casadevall (ca)                                       | CpC (ca) |
| Conseiller à l'Intérieur                                                               |           | Montserrat Tura i Camafreita (ca)                                          | PSC      |
| Conseiller à l'Économie et aux Finances                                                |           | Antoni Castells i Oliveres (ca)                                            | PSC      |
| Conseiller à la Gouvernance et aux Administrations publiques                           |           | Joan Carretero i Grau (ca)                                                 | ERC      |
| Conseiller à l'Enseignement Conseiller à l'Éducation (25/04/2004)                      |           | Josep Bargalló i Valls (ca) (jusqu'au 27/01/2004) Marta Cid i Pañella (ca) | ERC      |
| Conseiller à la Culture                                                                |           | Caterina Mieras i Barceló (ca)                                             | PSC      |
| Conseiller à la Santé et à la Sécurité sociale Conseiller à la Santé (25/04/2004)      |           | Marina Geli i Fàbrega                                                      | PSC      |
| Conseiller à l'Agriculture, à l'Élevage et à la Pêche                                  |           | Antoni Siurana i Zaragoza (ca)                                             | PSC      |
| Conseiller au Travail et à l'Industrie                                                 |           | Josep Maria Rañé i Blasco (ca)                                             | PSC      |
| Conseiller au Commerce, au Tourisme et à la Consommation                               |           | Pere Esteve i Abad (ca) (jusqu'au 15/10/2004) Josep Huguet i Biosca (ca)   | ERC      |
| Conseiller au Bien-être social et à la Famille                                         |           | Anna Simó i Castelló                                                       | ERC      |
| Conseiller à l'Environnement et au Logement                                            |           | Salvador Milà i Solsona (ca)                                               | ICV      |
| Conseiller à l'Enseignement supérieur, à la Recherche et à la Société de l'information |           | Carles Solà i Ferrando (ca)                                                | ERC      |

### Remaniement du 20 avril 2006
- Les nouveaux conseillers sont indiqués en gras, ceux ayant changé d'attributions en italique.

| Poste                                                                                  | Titulaire | Titulaire                            | Parti    |
| -------------------------------------------------------------------------------------- | --------- | ------------------------------------ | -------- |
| Président de la Généralité                                                             |           | Pasqual Maragall i Mira              | PSC      |
| Premier conseiller                                                                     |           | Josep Bargalló i Valls (ca)          | ERC      |
| Conseiller aux Relations institutionnelles et à la Participation                       |           | Joan Saura i Laporta (ca)            | ICV      |
| Conseiller à la Politique territoriale et aux Travaux publics Porte-parole             |           | Joaquim Nadal i Farreras             | PSC      |
| Conseiller à la Justice                                                                |           | Josep Maria Vallès i Casadevall (ca) | CpC (ca) |
| Conseiller à l'Intérieur                                                               |           | Montserrat Tura i Camafreita (ca)    | PSC      |
| Conseiller à l'Économie et aux Finances                                                |           | Antoni Castells i Oliveres (ca)      | PSC      |
| Conseiller à la Gouvernance et aux Administrations publiques                           |           | Xavier Vendrell i Segura (ca)        | ERC      |
| Conseiller à l'Éducation                                                               |           | Marta Cid i Pañella (ca)             | ERC      |
| Conseiller à la Culture                                                                |           | Ferran Mascarell i Canalda (ca)      | PSC      |
| Conseiller à la Santé                                                                  |           | Marina Geli i Fàbrega                | PSC      |
| Conseiller à l'Agriculture, à l'Élevage et à la Pêche                                  |           | Jordi William Carnes i Ayats (ca)    | PSC      |
| Conseiller au Travail et à l'Industrie                                                 |           | Jordi Valls i Riera (ca)             | PSC      |
| Conseiller au Commerce, au Tourisme et à la Consommation                               |           | Josep Huguet i Biosca (ca)           | ERC      |
| Conseiller au Bien-être social et à la Famille                                         |           | Anna Simó i Castelló                 | ERC      |
| Conseiller à l'Environnement et au Logement                                            |           | Francesc Baltasar i Albesa (ca)      | ICV      |
| Conseiller à l'Enseignement supérieur, à la Recherche et à la Société de l'information |           | Manel Balcells i Díaz (ca)           | ERC      |

### Remaniement du 13 mai 2006
- Les nouveaux conseillers sont indiqués en gras, ceux ayant changé d'attributions en italique.

| Poste                                                                                                 | Titulaire | Titulaire                            | Parti    |
| --- | --------- | ------------------------------------ | -------- |
| Président de la Généralité                                                                            |           | Pasqual Maragall i Mira              | PSC      |
| Conseiller à la Présidence Conseiller à la Politique territoriale et aux Travaux publics Porte-parole |           | Joaquim Nadal i Farreras             | PSC      |
| Conseiller aux Relations institutionnelles et à la Participation                                      |           | Joan Saura i Laporta (ca)            | ICV      |
| Conseiller à la Justice                                                                               |           | Josep Maria Vallès i Casadevall (ca) | CpC (ca) |
| Conseiller à l'Intérieur                                                                              |           | Montserrat Tura i Camafreita (ca)    | PSC      |
| Conseiller à l'Économie et aux Finances                                                               |           | Antoni Castells i Oliveres (ca)      | PSC      |
| Conseiller à la Gouvernance et aux Administrations publiques                                          |           | Xavier Sabaté i Ibarz (ca)           | PSC      |
| Conseiller à l'Éducation et à l'Enseignement supérieur                                                |           | Joan Manuel del Pozo i Àlvarez (ca)  | PSC      |
| Conseiller à la Culture                                                                               |           | Ferran Mascarell i Canalda (ca)      | PSC      |
| Conseiller à la Santé                                                                                 |           | Marina Geli i Fàbrega                | PSC      |
| Conseiller à l'Agriculture, à l'Élevage et à la Pêche                                                 |           | Jordi William Carnes i Ayats (ca)    | PSC      |
| Conseiller au Travail et à l'Industrie                                                                |           | Jordi Valls i Riera (ca)             | PSC      |
| Conseiller au Bien-être social et à la Famille                                                        |           | Carme Figueras i Siñol (ca)          | PSC      |
| Conseiller à l'Environnement et au Logement                                                           |           | Francesc Baltasar i Albesa (ca)      | ICV      |